# Pancratium
Pancratium Dill. ex L. è un genere di piante angiosperme monocotiledoni della famiglia delle Amaryllidaceae.
Vi appartiene Pancratium maritimum, una specie stenomediterranea, frequente lungo le spiagge e dune litorali dell'Italia, dalla Liguria alla Calabria, sul litorale del Gragano e nelle isole.

## Descrizione
Comprende piante erbacee, perenni in quanto fornite di un bulbo. Nel fiore è presente la paracorolla, gli stami sono inseriti tra i denti della paracorolla e sono sporgenti dal perigonio.

## Tassonomia
Il genere comprende le seguenti specie:
- Pancratium arabicum Sickenb.
- Pancratium bhramarambae Sadas.
- Pancratium biflorum Roxb.
- Pancratium canariense Ker Gawl.
- Pancratium centrale (A.Chev.) Traub
- Pancratium donaldii Blatt.
- Pancratium foetidum Pomel
- Pancratium illyricum L.
- Pancratium landesii Traub
- Pancratium longiflorum Roxb. ex Ker Gawl.
- Pancratium maritimum L. - giglio di mare
- Pancratium maximum Forssk.
- Pancratium nairii Sasikala & Reema Kumari
- Pancratium parvicoronatum Geerinck
- Pancratium parvum Dalzell
- Pancratium sickenbergeri Asch. & Schweinf.
- Pancratium st-mariae Blatt. & Hallb.
- Pancratium telanganense Sadas.
- Pancratium tenuifolium Hochst. ex A.Rich.
- Pancratium tortuosum Herb.
- Pancratium trianthum Herb.
- Pancratium triflorum Roxb.
- Pancratium verecundum Aiton
- Pancratium zeylanicum L.